# Теорема Цибенка
Теорема Цибенка, Універсальна теорема апроксимації — теорема, доведена Джорджем Цибенком 
(George Cybenko) в 1989 році, яка стверджує, що штучна нейронна мережа прямого зв'язку (англ. feed-forward; у яких зв'язки не утворюють циклів) з одним прихованим шаром може апроксимувати будь-яку неперервну функцію багатьох змінних з будь-якою точністю. Умовами є достатня кількість нейронів прихованого шару, вдалий підбір {\displaystyle \mathbf {w} _{1},\mathbf {w} _{2},\dots ,\mathbf {w} _{N},\mathbf {\alpha } ,} і {\displaystyle \mathbf {\theta } }, де
- {\displaystyle \mathbf {w} _{i}} — ваги між вхідними нейронами і нейронами прихованого шару
- {\displaystyle \mathbf {\alpha } } — ваги між зв'язками від нейронів прихованого шару і вихідним нейроном
- {\displaystyle \mathbf {\theta } } — коефіцієнт «упередженості» для нейронів прихованого шару.

## Формальне викладення
Нехай {\displaystyle \varphi } будь-яка непрервна сигмоїдна функція, наприклад, {\displaystyle \varphi (\xi )=1/(1+e^{-\xi })}. Тоді, якщо дана будь-яка неперервна функція дійсних змінних {\displaystyle f} на {\displaystyle [0,1]^{n}} (або будь яка інша компактна підмножина {\displaystyle R^{n}}) і {\displaystyle \varepsilon >0}, тоді існують вектори {\displaystyle \mathbf {w_{1}} ,\mathbf {w_{2}} ,\dots ,\mathbf {w_{N}} ,\mathbf {\alpha } ,\mathbf {\theta } } та параметризована функція {\displaystyle G(\mathbf {\cdot } ,\mathbf {w} ,\mathbf {\alpha } ,\mathbf {\theta } )\colon [0,1]^{n}\rightarrow R,} така, що
{\displaystyle |G(\mathbf {x} ,\mathbf {w} ,\mathbf {\alpha } ,\mathbf {\theta } )-f(\mathbf {x} )|<\varepsilon } для всіх {\displaystyle \mathbf {x} \in [0,1]^{n},}
де
{\displaystyle G(\mathbf {x} ,\mathbf {w} ,\mathbf {\alpha } ,\mathbf {\theta } )=\sum _{i=1}^{N}\alpha _{i}\varphi (\mathbf {w} _{i}^{T}\mathbf {x} +\theta _{i}),}
та {\displaystyle \mathbf {w} _{i}\in R^{n},\ \alpha _{i},\theta _{i}\in R,\ \mathbf {w} =(\mathbf {w} _{1},\mathbf {w} _{2},\dots \mathbf {w} _{N}),\ \mathbf {\alpha } =(\alpha _{1},\alpha _{2},\dots ,\alpha _{N}),} та {\displaystyle \mathbf {\theta } =(\theta _{1},\theta _{2},\dots ,\theta _{N})}.